# 南方公园：肥胖终末
《南方公园：肥胖终末》（英語：South Park: The End of Obesity）是一部2024年美国成人动画喜剧电视电影。 它是《南方公园》系列的第七部流媒体电影。 该电影于2024年5月24日在Paramount+首播。
电影讽刺了名人滥用司美格鲁肽类减肥药物和大糖业，以及丽珠和美国医疗保健系统的不可及性。

## 剧情
医生告知四年级学生埃里克·卡特曼和他的母亲莉安，他的肥胖对健康构成威胁。当莉安表示适当的饮食和锻炼对他不起作用时，医生推荐了一种名为司美格鲁肽的糖尿病药物，该药物已被证明可以帮助人们减肥。这让卡特曼幻想自己可以肆意侮辱他人而不必担心因体重而被嘲笑，甚至远赴巴基斯坦继续这种行为。然而，保险公司只为糖尿病患者提供该药物的费用，而莉安无法负担高昂的费用。医生建议卡特曼听丽珠的音乐，她经常鼓励身体正面。
这让卡特曼感到沮丧，于是他的朋友巴特斯·斯多奇和凯尔·布罗夫洛夫斯基陪他去保险公司办公室。然而，当他们向一位神情沮丧的理赔员提出索赔时，他们被送入美国医疗保健系统错综复杂的官僚机构中。最终，他们决定自己制作药物，因为从印度工厂购买廉价的司美格鲁肽原料粉末并与本地购买的生物稳定水混合。他们的其他朋友斯坦·马什和肯尼·麦考密克也加入了这个计划。
与此同时，兰迪·马什观察到许多当地母亲在服用司美格鲁肽减肥后穿上露脐装，展现出健美的腹部，这是该集中反复出现的视觉笑点。在她们看到兰迪穿着女儿的露脐装（他穿上是为了让她感到尴尬，从而穿得更保守）后，她们邀请他参加一个司美格鲁肽分享派对。兰迪开始自己服用该药物，认为这是一种既不宿醉也不影响食欲的派对药物，但这让他的妻子莎伦对自己的体重感到不自在。她开始服用莉佐，但这导致她从耳朵排便。医生告诉她，她患上了“耳糖尿病”，这是一种影响耳朵的糖尿病形式。这意味着她现在有资格获得司美格鲁肽，医生为她开了处方。
在自制的司美格鲁肽似乎成功抑制了卡特曼的食欲后，凯尔决定生产更多药物，以帮助那些负担不起的人。然而，这一消息引起了由早餐谷物和含糖零食吉祥物组成的糖业卡特尔的愤怒。此外，当政府因司美格鲁肽滥用而打击时，母亲们失去了供应，她们和兰迪开始抢劫药房，然后抢劫凯尔和他的朋友们。男孩们的供应随后被摧毁，因为糖业吉祥物伪装成“身体正面活动家”，袭击了印度工厂，杀害了工人并烧毁了建筑物。
凯尔从北卡罗来纳州的另一个供应商那里找到并购买了一卡车的司美格鲁肽粉末，但被兰迪和母亲们劫车。然而，兰迪意识到母亲们的行为是错误的，独自偷走了卡车。随后发生了一场激烈的追逐，男孩们和糖业吉祥物也加入其中。虽然肯尼被杀，但兰迪和男孩们逃脱了追捕者，但当他们打开卡车时，发现里面只有保险理赔员，他告诉他们保险公司与供应商合作，这意味着又要经历一次美国医疗保健系统的旅程。
在莎伦注射第一针之前，兰迪阻止了她，承认自己一直在使用该药物。令他惊讶的是，她对他的使用欲望表示理解，他意识到她是他认识的最酷的女人，不希望她有任何改变。决定司美格鲁肽药物是有害的，他邀请她去假日酒店一起服用MDMA，就像他们在大学时那样。与此同时，在学校，凯尔发表了一篇呼吁结束肥胖羞辱的演讲，获得了积极反响。卡特曼欣喜若狂，继续侮辱同学和镇上的其他人，而不因体重被嘲笑，并预订了飞往巴基斯坦的航班以继续这种行为。

## 推广和发布
2024年5月15日发布的预告片显示埃里克·卡特曼与医生会面，医生表示需要采取“极端措施”来减轻他的体重。然后显示凯尔·布罗夫洛夫斯基劝阻卡特曼不要使用某种东西，但卡特曼说：“让我们做吧”。还显示兰迪·马什和巴特斯·斯多奇讨论减肥药物和美国医疗保健系统。

## 配音员
- 特雷·帕克
- 马特·斯通
- 艾普丽尔·斯图尔特
- 莫娜·马歇尔
- 金伯莉·布鲁克斯
- 杰西卡·马金森
- 弗农·查特曼
- 珍妮弗·豪威尔
- Feraz Ozel
- Betty Boogie Parker
- 阿卜杜拉·赛义德

## 开发
2021年8月5日，喜剧中心宣布特雷·帕克和马特·斯通签署了一项9亿美元的协议，将系列延长至2027年的30季，并制作14部专为Paramount+流媒体平台提供的电影。当月晚些时候，透露在此期间每年将发布两部电影。 帕克和斯通后来表示，这些项目不是电影，而是派拉蒙全球决定将其宣传为电影。

## 反响
《Bubbleblabber》的约翰·施瓦茨给该电影打了8/10，称其为“更具电影模仿色彩的作品之一”，并评论道：“自《Imaginationland三部曲》以来，特雷·帕克首次将这种把戏发挥到极致，通过将幻想元素（如一群愤怒的早餐谷物吉祥物）融入剧情，以极其滑稽的方式做到这一点。”
《CBR》的雷纳尔多·马塔丁写道，该影片“谈及了另一个现实问题，即FDA等机构警告不要使用此类次要药房。”
在该集中被提及的说唱歌手丽珠在Instagram上发布了一段视频，反应道：“伙计们，我最害怕的事情成真了。我在《南方公园》的一集中被提及。”